# Рогача (Сопот)
Рогача је насеље у општини Сопот у Граду Београду. Према попису из 2022. било је 837 становника.

## Историја
Село Рогача се налази југозападно од места Сопота. Рогача је старије насеље, али писани подаци о њој постоје тек из почетка 18. века. На карти из доба Аустријске владавине (1718—1739. ) ово је насеље забележено под именом Рогомиз. У првим десетинама 19. века Рогача је улазила у састав Катићеве кнежине и 1818. године имала је 41 кућу, а 1822. године, 46 кућа. Године 1846. Рогача је припадала туријском срезу, имала је 59 кућа и била је „главно место среза туријског“. По попису из 1921. године Рогача је имала 231 кућу са 1344 становника.
За најстарије породице у селу сматрају се: Катићи, потомци Јанка Катића по женској линији, Павићи, Старчевићи, Чекићи, Милосављевићи, Антонијевићи, Стојковићи, Јарановићи, Жујевићи, Николићи и Обрадовићи. Данашњи потомци ових не знају од куда су њихови преци досељени... (подаци крајем 1921. године).
Овде се налазе ОШ „Јанко Катић” Рогача, Споменик Космајском партизанском одреду и Надгробни споменик војводи Павлу Цукићу. Црква са костурницом је освећена 20. октобра 1935.

## Демографија
У насељу Рогача живи 872 пунолетна становника, а просечна старост становништва износи 45,1 година (43,6 код мушкараца и 46,6 код жена). У насељу има 348 домаћинстава, а просечан број чланова по домаћинству је 3,01.
Ово насеље је у великим делом насељено Србима (према попису из 2002. године), а у последња три пописа, примећен је пад у броју становника.
|  |

| Демографија | Демографија | Демографија |
| Година      | Становника  | Становника  |
| ----------- | ----------- | ----------- |
| 1948.       | 1.762       |             |
| 1953.       | 1.740       |             |
| 1961.       | 1.665       |             |
| 1971.       | 1.380       |             |
| 1981.       | 1.330       |             |
| 1991.       | 1.271       | 1.214       |
| 2002.       | 1.046       | 1.095       |

| Етнички састав према попису из 2002.‍ | Етнички састав према попису из 2002.‍ | Етнички састав према попису из 2002.‍ | Етнички састав према попису из 2002.‍ | Етнички састав према попису из 2002.‍ |
| ------------------------------------ | ------------------------------------ | ------------------------------------ | ------------------------------------ | ------------------------------------ |
|                                      |                                      |                                      |                                      |                                      |
| Срби                                 | Срби                                 |                                      | 1.023                                | 97,80%                               |
| Црногорци                            | Црногорци                            |                                      | 9                                    | 0,86%                                |
| Хрвати                               | Хрвати                               |                                      | 2                                    | 0,19%                                |
| Русини                               | Русини                               |                                      | 1                                    | 0,09%                                |
| Руси                                 | Руси                                 |                                      | 1                                    | 0,09%                                |
| Роми                                 | Роми                                 |                                      | 1                                    | 0,09%                                |
| Муслимани                            | Муслимани                            |                                      | 1                                    | 0,09%                                |
| Мађари                               | Мађари                               |                                      | 1                                    | 0,09%                                |
| Македонци                            | Македонци                            |                                      | 1                                    | 0,09%                                |
| непознато                            | непознато                            |                                      | 1                                    | 0,09%                                |

| Година пописа     | 1948. | 1953. | 1961. | 1971. | 1981. | 1991. | 2002. |
| ----------------- | ----- | ----- | ----- | ----- | ----- | ----- | ----- |
| Број домаћинстава | 367   | 381   | 397   | 380   | 363   | 353   | 348   |

| Број чланова      | 1  | 2  | 3  | 4  | 5  | 6  | 7  | 8 | 9 | 10 и више | Просек |
| ----------------- | -- | -- | -- | -- | -- | -- | -- | - | - | --------- | ------ |
| Број домаћинстава | 84 | 96 | 53 | 43 | 26 | 23 | 16 | 5 | 1 | 1         | 3,01   |

| Пол    | Укупно | Неожењен/Неудата | Ожењен/Удата | Удовац/Удовица | Разведен/Разведена | Непознато |
| ------ | ------ | ---------------- | ------------ | -------------- | ------------------ | --------- |
| Мушки  | 441    | 109              | 285          | 34             | 13                 | 0         |
| Женски | 456    | 62               | 280          | 103            | 11                 | 0         |
| УКУПНО | 897    | 171              | 565          | 137            | 24                 | 0         |

| Пол    | Укупно                    | Пољопривреда, лов и шумарство | Рибарство                            | Вађење руде и камена | Прерађивачка индустрија       |
| ------ | ------------------------- | ----------------------------- | ------------------------------------ | -------------------- | ----------------------------- |
| Мушки  | 236                       | 107                           | 0                                    | 0                    | 26                            |
| Женски | 161                       | 68                            | 0                                    | 0                    | 8                             |
| УКУПНО | 397                       | 175                           | 0                                    | 0                    | 34                            |
| Пол    | Производња и снабдевање   | Грађевинарство                | Трговина                             | Хотели и ресторани   | Саобраћај, складиштење и везе |
| Мушки  | 10                        | 12                            | 20                                   | 4                    | 26                            |
| Женски | 1                         | 2                             | 12                                   | 5                    | 6                             |
| УКУПНО | 11                        | 14                            | 32                                   | 9                    | 32                            |
| Пол    | Финансијско посредовање   | Некретнине                    | Државна управа и одбрана             | Образовање           | Здравствени и социјални рад   |
| Мушки  | 0                         | 4                             | 6                                    | 8                    | 1                             |
| Женски | 0                         | 5                             | 4                                    | 11                   | 4                             |
| УКУПНО | 0                         | 9                             | 10                                   | 19                   | 5                             |
| Пол    | Остале услужне активности | Приватна домаћинства          | Екстериторијалне организације и тела | Непознато            | Непознато                     |
| Мушки  | 4                         | 0                             | 0                                    | 8                    | 8                             |
| Женски | 0                         | 1                             | 0                                    | 34                   | 34                            |
| УКУПНО | 4                         | 1                             | 0                                    | 42                   | 42                            |